# Киттель, Иоганн Христиан
Иоганн Христиа́н (или Иога́нн Кристиа́н) Ки́ттель (нем. Johann Christian Kittel; 1732—1809) — композитор, органист и музыкальный педагог, один из лучших учеников Иоганна Себастьяна Баха.
В 1751—1756 гг. органист в Лангензальце. После этого до конца своих дней работал в Эрфурте.
Писал хоралы, прелюдии, вариации. Ему принадлежит сочинение «Der angehende praktische Organist» (Эрфурт, 1801—1808). Ноты этого произведения были изданы.
Среди его учеников — Иоганн Вильгельм Гесслер, — сын сестры, а также Михаэль Готхард Фишер и Иоганн Христиан Генрих Ринк.